# غراهام تشابمان
غراهام تشابمان (بالإنجليزية: Graham Chapman)‏ (مواليد 8 يناير 1941 - الوفاة 4 أكتوبر 1998) هو كاتب وممثل إنجليزي كوميدي بدأ مسيرته الفنّية عام 1960. هو أحد أعضاء مجموعة مونتي بايثون الكوميدية.
ولد تشابمان في ليستر وترعرع في ميلتون موبراي. استمتع بالعلوم والتمثيل والكوميديا، وبعد تخرجه من كلية إيمانويل، كامبريدج وكلية الطب بمستشفى سانت بارثولوميو، لم يرغب بمهنة الطبيب ليصبح ممثلًا كوميديًا بدلًا من ذلك. وأسس تشابمان في النهاية شراكة كتابة مع جون كليز، والتي وصلت إلى ذروتها مع مونتي بايثون خلال السبعينيات من القرن العشرين. غادر بعد ذلك بريطانيا إلى لوس أنجلوس، حيث حاول أن يكون ناجحًا على التلفاز الأمريكي، وتحدث في مسرح الكلية وأنتج فيلم القرصان يلوبريد (1983)، قبل أن يعود إلى بريطانيا في أوائل ثمانينيات القرن العشرين.
في حياته الشخصية، كان تشابمان مثليًا بشكل علني ومؤيدًا لحقوق المثليين، وكان في علاقة طويلة الأمد مع ديفيد شيرلوك. وكان مدمنًا على الكحول خلال الفترة التي قضاها في كامبريدج وسنوات بايثون. وقد توقف عن الشرب قبل وقت قصير من العمل في فيلم حياة براين. وأصبح متحمسًا وراعيًا لنادي دينجرس الرياضي في سنواته الأخيرة. وتوفي تشابمان في عام 1989، في الذكرى العشرين لتأسيس بايثون، بسرطان اللوزتين الذي انتشر في عموده الفقري. وجرى إحياء ذكرى حياته وإرثه في حفل تأبين خاص في سانت بارثولوميو مع أفراد بايثون الخمسة الأخرين.

## النشأة وتعليمه
ولد غراهام تشابمان في 8 يناير عام 1941 في دار ستوني غيت للمسنين، في ستوني غيت، ليستر، وهو ابن الشرطي والتر تشابمان وإديث تاورز. كان والتر تشابمان شرطيًا وقت ولادة غراهام. وأنهى حياته المهنية كرئيس مفتشين. وكان قد تدرب على التلميع الفرنسي لصناعة النعوش قبل دخوله قوة الشرطة في الثلاثينيات من القرن العشرين.
كان لتشابمان أخ أكبر يدعى جون ولد عام 1936. وبحسب تشابمان وشقيقه كانت «تربيتهما محدودة للغاية». وكانت إحدى ذكريات تشابمان المبكرة هي رؤية رفات طيارين بولنديين تعرضوا لحادث طائرة بالقرب من ليستر، وقال لاحقًا إن المشهد لا يزال في ذاكرته.
تلقى تشابمان تعليمه في مدرسة ميلتون موبراي للقواعد. أظهر رغبة قوية بالعلم والرياضة ومسرح الهواة وقد لفت الانتباه عندما استعرضت إحدى الصحف المحلية أداءه لشخصية مارك أنطوني في يوليوس قيصر لشكسبير. وكان كل من غراهام وشقيقه جون من عشاق الكوميديا الإذاعية، وكانا مغرمين خصوصًا ببرنامج ذا جون شو ومهارة روبرت موريتون في إلقاء النكات بطريقة خاطئة وعكس خطوط النكات. وقال كاتب السيرة الذاتية جيم يواكوم «البرامج الإذاعية لم تجعله يضحك بالضرورة».
في عام 1959 بدأ تشابمان دراسة الطب في كلية إيمانويل، كامبريدج. وانضم إلى مسرح الهواة في كامبريدج، حيث بدأ الكتابة مع جون كليز. بعد التخرج انضم تشابمان إلى عرض مسرح الهواة سيرك كامبريدج وقام بجولة في نيوزيلندا، مؤجلًا دراسته الطبية لمدة عام. وبعد الجولة واصل دراسته في كلية الطب في سانت بارثولوميو، لكنه لم يكن قد حسم أمره بعد بين ممارسة مهنة الطب أو التمثيل. وقال شقيقه جون في وقت لاحق «لم يكن [غراهام] مدفوعًا أبدًا لدخول الطب، لم يكن هذا طموحه في حياته».

## مسيرته المهنية

### مسيرته قبل بايثون
بدأ تشابمان وكليز بالكتابة بشكل احترافي لصالح بي بي سي بعد نجاحهما في مسرح الهواة، في البداية كتبا لديفيد فروست ولمارتي فيلدمان أيضًا. عمل فروست مع كليز، وبدوره قرر كليز أنه بحاجة إلى تشابمان كموجه صوت. وساهم تشابمان أيضًا في إسكتشات للمسلسل الإذاعي آسف، سأقرأ ذلك مرة أخرى، وكتب المواد بمفرده ومع بيل أودي. وقد كتب لمسلسل هود المصور أسبوعيًا (بطولة روي هود)، وسيلا بلاك، وهذه بتولا كلارك، وهذا توم جونز. وقد انضم تشابمان وكليز وتيم بروك تايلور لاحقًا إلى فيلدمان في المسلسل الكوميدي التلفزيوني أخيرًا عرض عام 1948. وكان هذا أول دور هام لشابمان كمؤدٍ وكاتب وقد أظهر موهبة في الكوميديا الجامدة (كما هو الحال في إسكتش «الوزير الذي يسقط إلى قطع») وتقليد لهجات بريطانية مختلفة. وكان المسلسل أول من عرض إسكتش تشابمان لمصارعته مع نفسه.
على الرغم من نجاح المسلسل، كان تشابمان لا يزال غير متأكد من التخلي عن مسيرته الطبية. بين سلسلتي أخيرًا عرض عام 1948، أكمل دراسته في سانت بارثولوميو وأصبح مسجلًا مهنيًا كطبيب. كتب تشابمان وكليز أيضًا في المسلسل الكوميدي التليفزيوني طبيب في المنزل الذي عرض لوقت طويل، وظهر كلاهما في برنامج تلفزيوني خاص لمرة واحدة بعنوان كيف تزعج الناس، إلى جانب بروك تايلور وعضو بايثون المستقبلي مايكل بالين. وأصبحت إحدى إسكتشات كليز وتشابمان، التي تصور بائع سيارات مستعملة يرفض تصديق أن نموذج العميل قد تعطل مصدر إلهام لإسكتش الببغاء الميت. وشارك تشابمان أيضًا في كتابة العديد من حلقات تتمة طبيب في المنزل التي سميت الطبيب المسؤول مع برنارد ماكينا.

### مونتي بايثون
في عام 1969، انضم تشابمان وكليز إلى أفراد بايثون الآخرين، مايكل بالين وإيريك إيدل وتيري جونز وتيري غيليام، من أجل مسلسلهم الكوميدي سيرك مونتي بايثون الطائر، وقسمت كتابات المجموعة إلى فرق محددة، حيث تعاون تشابمان بشكل حصري تقريبًا مع كليز. وكان تشابمان حريصًا خصوصًا على إزالة سطور النكات النمطية في الاسكتشات وخلق شخصية الكولونيل، الذي كان يوقفهم في منتصف الحديث بالقول إنهم «سخيفون جدًا».
على الرغم من أن تشابمان وكليز كانا شريكين متساويين رسميًا، اعتقد كليز لاحقًا أن تشابمان ساهم قليلًا نسبيًا في طريقة الكتابة المباشرة، قائلًا «يأتي ويقول شيئًا رائعًا ثم يسرح في ذهنه». قال البايثون الآخرون أن أكبر مساهمة لتشابمان في غرفة الكتابة كانت الحدس لما كان مضحكًا. وذكر غيليام لاحقًا أن «غراهام كان يؤثر فيهم ليكتبوا شيئًا غير عادي». وقد حقق المسلسل نجاحًا فوريًا، وكان تشابمان سعيدًا عندما علم أن طلاب الطب في سانت بارثولوميو يجتمعون حول التلفاز في البار لمشاهدته. تأخر تشابمان كثيرًا عن التمرين أو التسجيل، ما جعل أفراد البايثون الآخرين يطلقون عليه لقب «(الراحل) غراهام تشابمان».
كانت مساهمة تشابمان الرئيسية في «اسكتش الببغاء الميت»، المستمد من مسلسل كيف تزعج الناس والذي يتضمن عميلًا يعيد محمصة معيبة، «كيف يمكننا صنع هذا الفوة؟»، وتحويل المحمصة إلى ببغاء أزرق نرويجي ميت. قال كليز لاحقًا إنه يعتقد مع تشابمان أن «هناك شيئًا مضحكًا للغاية، إذا تمكنا من إيجاد السياق المناسب له». كان كليز قلقًا خصوصًا من أن اسكتش متجر الجبن ببساطة لم يكن مضحكًا، لأنه كان مجرد رجل يعدد أنواعًا مختلفة من الجبن. حث تشابمان شريكه على الاستمرار في ذلك، قائلًا له «صدقني، إنه مضحك». وعندما جرت قراءته في اجتماع النص التالي، وجد كليز أن الآخرين، ولا سيما بالين، اعتقدوا أنه كان مضحكًا. شعرت المجموعة أن تشابمان كان يمتلك أفضل مهارات التمثيل بينهم. وأثنى كليز على تشابمان بقوله إنه «ممثل رائع خصوصًا».
لعب تشابمان الدور الرئيسي في فيلمين من أفلام بايثون هما الكأس المقدسة وحياة براين. واختير للعب دور البطولة في الكأس المقدسة بسبب احترام المجموعة لمهاراته في التمثيل المباشر، ولأن الأعضاء الآخرين أرادوا لعب شخصيات أقل إمتاعًا. ولم يكن تشابمان يمانع في أن يصور عاريًا بالكامل أمام حشد من الناس في فيلم حياة براين، لكن المشهد الذي جرى تصويره في تونس تسبب في مشاكل مع مجاميع النساء المسلمات.

## الأعمال
- مونتي بايثون والكأس المقدسة

## وصلات خارجية
- غراهام تشابمان على موقع IMDb (الإنجليزية)
- غراهام تشابمان على موقع الموسوعة البريطانية (الإنجليزية)
- غراهام تشابمان على موقع روتن توميتوز (الإنجليزية)
- غراهام تشابمان على موقع ألو سيني (الفرنسية)
- غراهام تشابمان على موقع ميوزك برينز (الإنجليزية)
- غراهام تشابمان على موقع أول موفي (الإنجليزية)
- غراهام تشابمان على موقع قاعدة بيانات برودواي على الإنترنت (الإنجليزية)
- غراهام تشابمان على موقع قاعدة بيانات الأفلام السويدية (السويدية)
- غراهام تشابمان على موقع إن إن دي بي (الإنجليزية)
- غراهام تشابمان على موقع ديسكوغز (الإنجليزية)